# Генерал від кавалерії
Генера́л від кавале́рії — військове звання і чин у Російській імперії 1796–1917 та деяких країнах світу.
Найвищий генеральський чин у кавалерії, як роді військ російської імператорської армії. Був передбачений «Табелем про ранги» 1722, але до кінця XVIII століття замінювався загальним чином генерал-аншефа.
Вдруге уведений 29 листопада 1796 р. імператором Павлом I. Відповідав II класу «Табелю про ранги» із зверненням «Ваше високопревосходительство». Генерал від кавалерії за посадою міг бути генералом-інспектором кавалерії, командувачем військами військового округу, керувати великими військовими з'єднаннями (корпусом, армією, фронтом).
Чин скасований 16 (29) грудня 1917 року декретом Ради Народних Комісарів «Про зрівняння всіх військовослужбовців в правах».
У Німеччині існувало подібне військове звання генерал кінноти (нім. General der Kavallerie), яке було вищим військовим званням генеральського складу кінноти в Збройних силах Німеччини (Імперська армія Німеччини, Рейхсвер, Вермахт). У Вермахті звання генерала кінноти знаходилося по старшинству між генерал-лейтенантом та генерал-полковником.